# ژاناتان بامبا
ژاناتان بامبا (فرانسوی: Jonathan Bamba‎؛ زادهٔ ۲۶ مارس ۱۹۹۶) بازیکن فوتبال اهل فرانسه است.
از باشگاه‌هایی که در آن بازی کرده‌است می‌توان به سن-اتین، ترویدنس، آنژه و لیل اشاره کرد.